# Jill Eikenberry
Jill Eikenberry (New Haven, 21 gennaio 1947) è un'attrice statunitense.

## Filmografia parziale

### Cinema
- Between the Lines, regia di Joan Micklin Silver (1977)
- La fine del mondo nel nostro solito letto in una notte piena di pioggia, regia di Lina Wertmüller (1978)
- Una donna tutta sola (An Unmarried Woman), regia di Paul Mazursky (1978)
- Il ritorno di Butch Cassidy & Kid (Butch and Sundance: The Early Days), regia di Richard Lester (1979)
- Li troverò ad ogni costo (Hide in Plain Sight), regia di James Caan (1980)
- Uncommon Women... and Others, regia di Merrily Mossman (1979)
- Arturo (Arthur), regia di Steve Gordon (1981)
- Gioco mortale (The Manhattan Project), regia di Marshall Brickman (1986)
- Young Adult, regia di Jason Reitman (2011)
- Something Borrowed - L'amore non ha regole (Something Borrowed), regia di Luke Greenfield (2011)

### Televisione
- Hockey violento (The Deadliest Season), regia di Robert Markowitz - film TV (1977)
- Avvocati a Los Angeles (L.A. Law) - serie TV, 171 episodi (1986-1994)
- L.A. Law: The Movie, regia di Michael Schultz - film TV (2002)
- Law & Order - I due volti della giustizia (Law & Order) - serie TV, episodio 19x17 (2009)
- Body of Proof – serie TV, episodio 1x09 (2011)

## Doppiatrici italiane
Nelle versioni in italiano delle opere in cui ha recitato, Jill Eikenberry è stata doppiata da:
- Serena Verdirosi in Il ritorno di Butch Cassidy & Kid, Young Adult
- Emanuela Rossi in Arturo
- Fabrizia Castagnoli in Law & Order - I due volti della giustizia
- Antonella Rinaldi in Something Borrowed - L'amore non ha regole
- Angiola Baggi in Body of Proof